# Reinhard Rychly
Reinhard Rychly född den 7 november 1951 i Rostock, Tyskland, är en östtysk gymnast.
Han ingick i det östtyska lag som tog OS-brons i lagmångkampen i samband med de olympiska gymnastiktävlingarna 1972 i München.